# Diapterobates nayoroensis
Diapterobates nayoroensis är en kvalsterart som beskrevs av K. Fujikawa 1984. Diapterobates nayoroensis ingår i släktet Diapterobates och familjen Humerobatidae. Inga underarter finns listade i Catalogue of Life.